# Ferrari 458 Italia
El Ferrari 458 Italia es un automóvil superdeportivo de 2 puertas biplaza, con motor central-trasero montado longitudinalmente y tracción trasera, producido por el fabricante italiano Ferrari desde 2009 hasta 2015 como reemplazo del Ferrari F430. A su vez, fue reemplazado por el F488, que fue develado en el Salón del Automóvil de Ginebra de 2015.

## Presentación y diseño

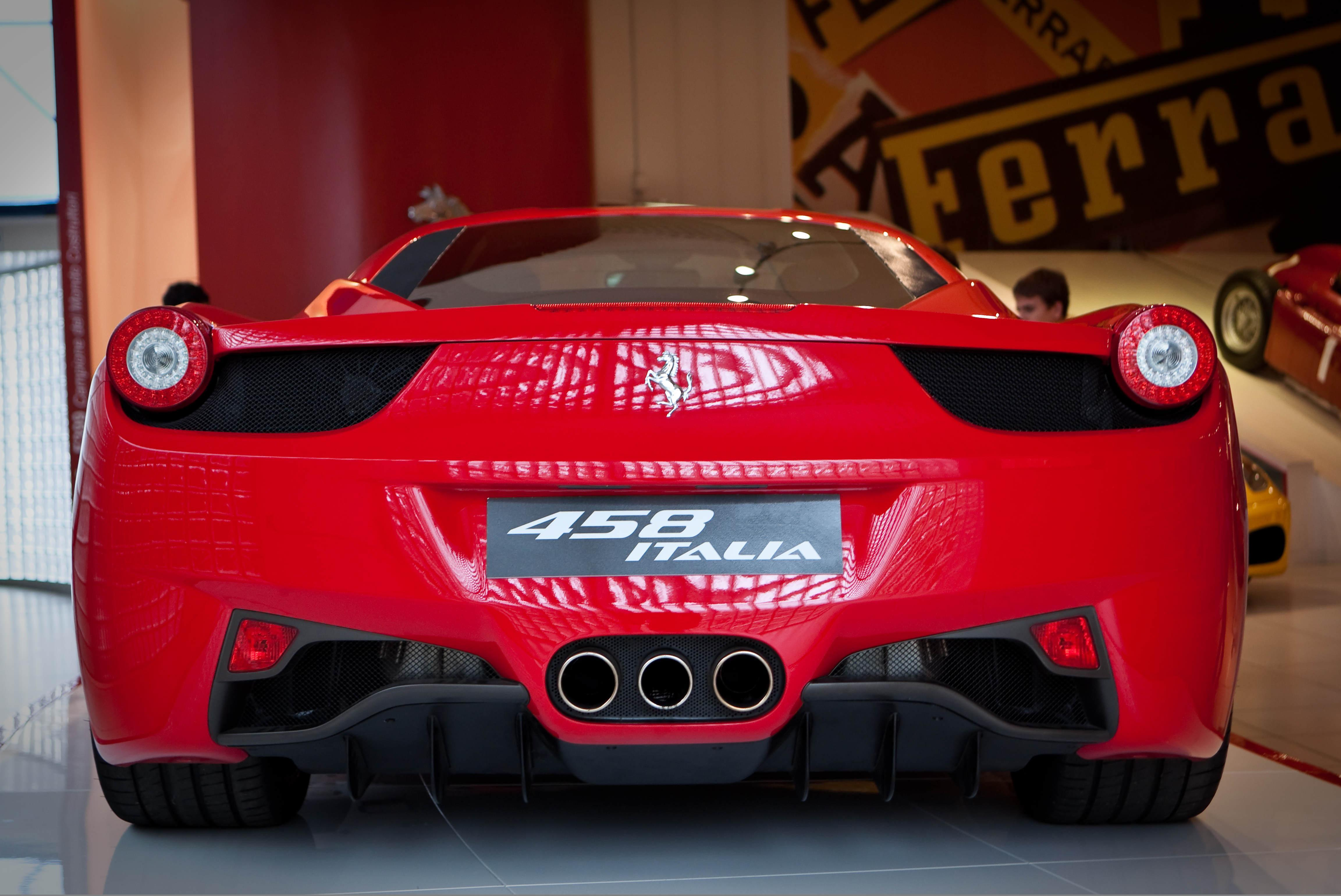
Vista posterior, donde se observan las tres salidas de escape y el difusor.

Fue develado a la prensa el 28 de julio de 2009 y presentado en el Salón del Automóvil de Fráncfort de 2009.
Fue diseñado por Donato Coco en colaboración con Pininfarina, como los últimos modelos de Ferrari. Su estilo y características fueron diseñados para la eficiencia aerodinámica, produciendo una carga de 140 kg (309 libras) a 200 km/h (124 mph). Para el interior se han utilizado los aportes del expiloto de Ferrari en Fórmula 1 Michael Schumacher, incluyendo un nuevo volante que incorpora muchas de las características y controles frente al conductor y no en el tablero, similar a los coches de carreras.
Según la revista Autocar, se ha inspirado en el Ferrari Enzo y su automóvil concepto Mille Chili. De acuerdo con los estándares de los superdeportivos, la forma es extremadamente resbaladiza, con un coeficiente de arrastre de solamente 0,32. Se ha diseñado para ser el modelo más deportivo de Ferrari que afirma tener la mayor potencia específica para un motor naturalmente aspirado. Su nombre código es "F142", cuya denominación deriva de su planta motriz de 4,5 litros V8, para distinguirse del Ferrari California lanzado paralelamente.
Tiene una silueta redondeada esculpida para una aerodinámica óptima y unos novedosos faros delanteros alargados con iluminación led.
Ya en el frontal tiene unos aletines en la parrilla inferior, pero la trasera es todavía más radical y deportiva con un difusor dividido en dos piezas y una triple salida de escape centrada que se convertirá en uno de los detalles característicos del sucesor del Ferrari F430 y que, según la propia marca, ofrecería el sonido característico que se espera de un Ferrari.
Es el sustituto del F430 y, por lo tanto, el "nieto" del 360 Modena. Con estos precedentes, la firma ha apostado fuerte y parece que lo ha logrado, ya que su diseño es muy arriesgado, continuista en algunos elementos, pero con grandes variaciones.

## Características

### Motor

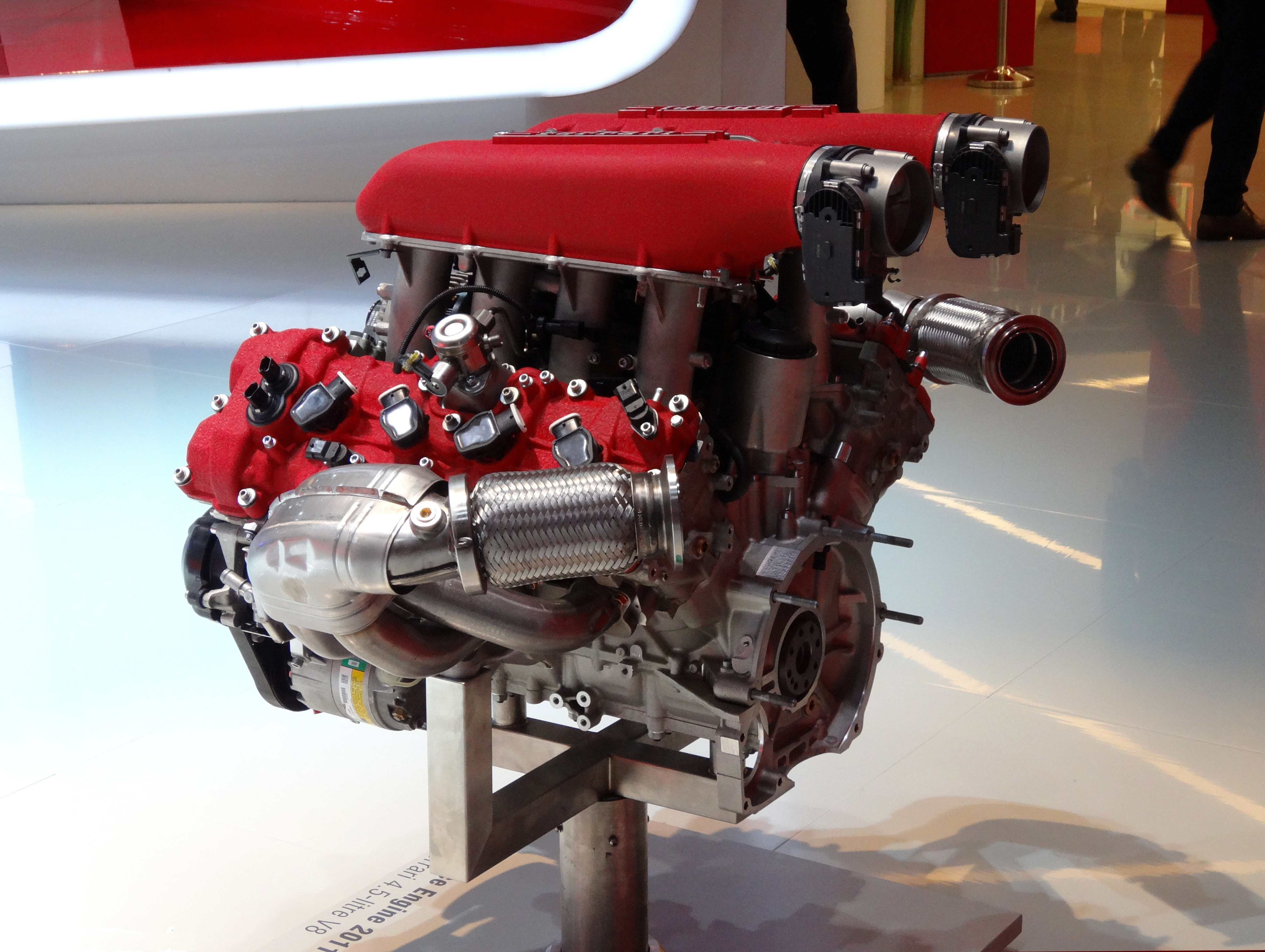
V8 de 4.5 litros de un modelo 2011

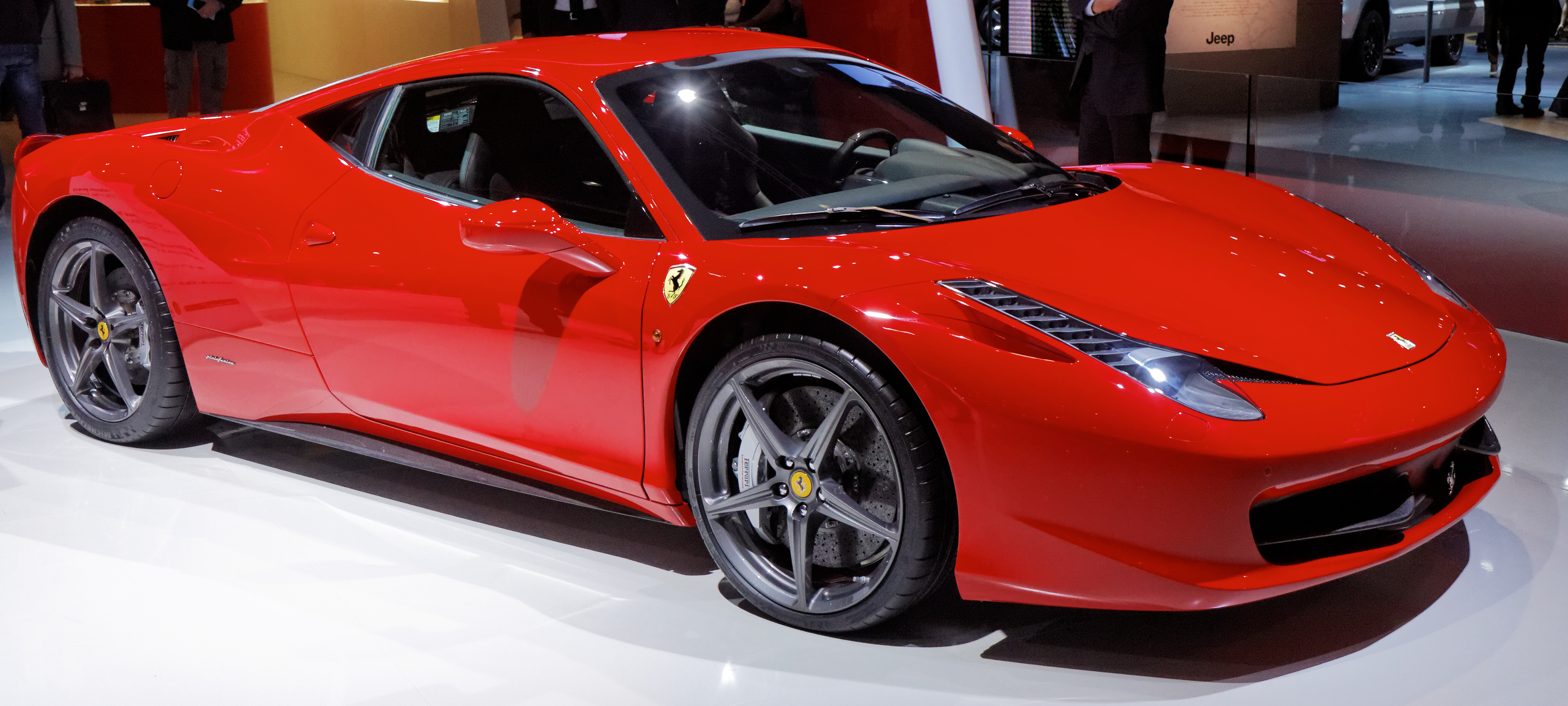
En exhibición en el Salón del Automóvil de París 2012

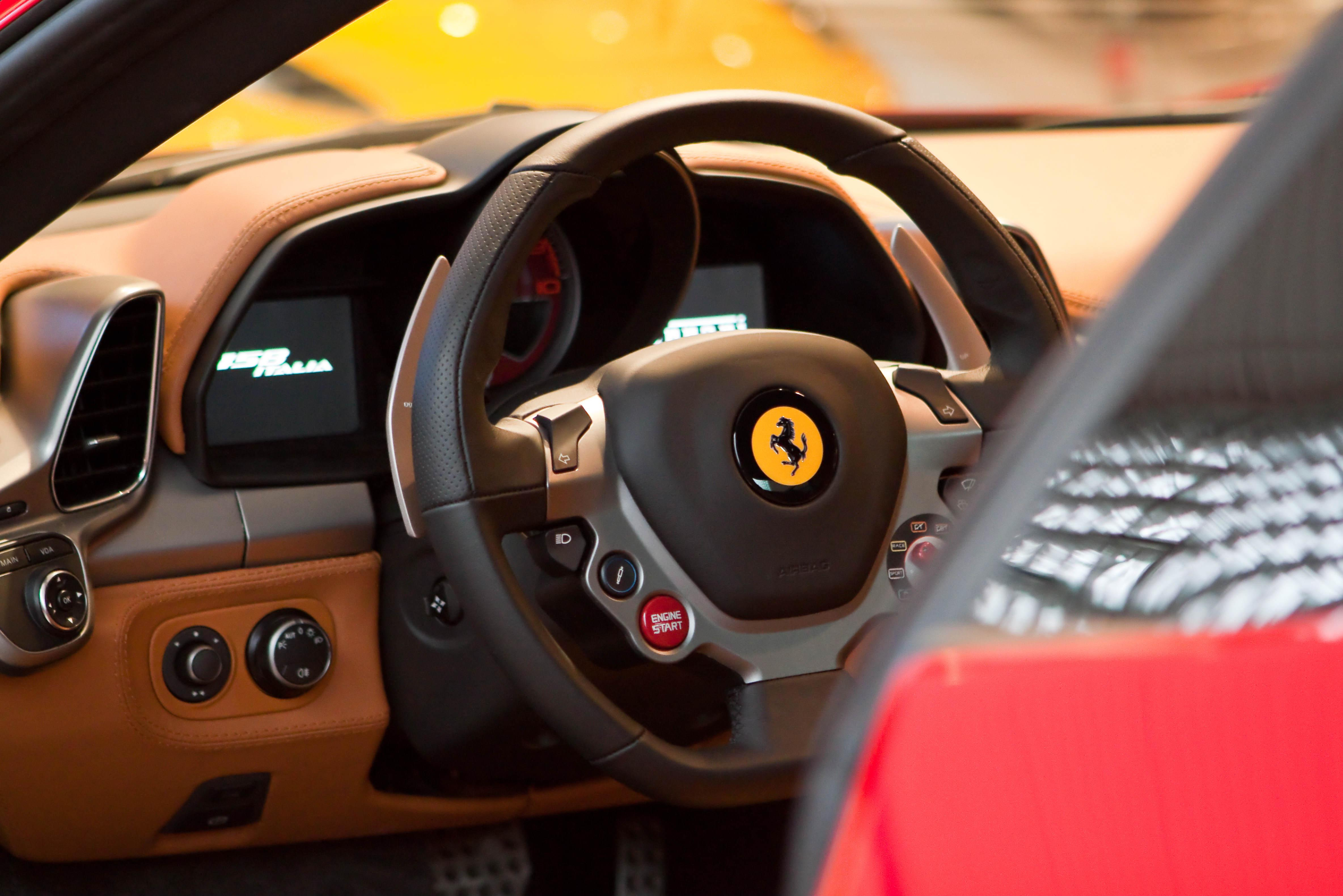
Vista interior del 458 Italia

Tiene un motor V8 de 4497 cm³ (4,5 litros) naturalmente aspirado, con partes internas muy ligeras y faldones de pistón diminutos, lo que resulta en una baja inercia de rotación y una relación de compresión de 12,5:1, que entrega una potencia máxima de 570 CV (562 HP; 419 kW) a las 9000 rpm, 500 rpm más alto que el F430 y rinde un par motor máximo de 540 N·m (398 lb·pie) a las 6000 rpm, con el 80% del mismo disponible desde las 3250 rpm.
Incorpora la inyección directa de combustible por primera vez en un Ferrari con configuración de motor central. Su sistema de lubricación es por cárter seco.

### Transmisión
El motor está acoplado a una caja de cambios de doble embrague Getrag de 7 velocidades tipo F1, similar a la del Ferrari California, que puede funcionar en modo manual o automático, la cual ha sido modificada con diferentes relaciones que permite cambios más rápidos que los 0,06 segundos del 430 Scuderia.

### Suspensión y bastidor
La suspensión es de doble brazo en la parte delantera y sistema multilink en la trasera, junto con diferencial electrónico y control de tracción de Fórmula 1, también conocido como F1-Trac, que estaban controlados por la propia ECU y diseñado para mejorar el comportamiento en las curvas y la aceleración longitudinal en un 32% en comparación con sus predecesores.
El chasis pegado, no soldado, fue diseñado por la fábrica americana "Alcoa", la tercera más grande productora de aluminio en el mundo consiguiendo un peso en seco de 1380 kg (3042 libras), utilizando algunas aleaciones que se emplean en la industria aeroespacial. Además, los ingenieros han conseguido una distribución de peso óptima con el 58% sobre el eje trasero y el resto en el eje delantero.

### Frenos
Está equipado con discos ventilados carbono-cerámicos Brembo de 398 x 36 mm (15,7 x 1,4 pulgadas) y pinzas de aluminio de seis pistones para la parte delantera.
Si circula a 100 km/h (62 mph), frena totalmente en 40 m (131 pies). Esto junto con el ABS, ha reducido la distancia de frenado de la 458 Italia de 100 a 0 km/h (62 a 0 mph) en 32,5 m (107 pies).

### Rendimiento
La aceleración oficial de 0 a 100 km/h (0 a 62 mph) es de 3,4 segundos, mientras que la velocidad máxima es de 325 km/h (202 mph), con el consumo de combustible en ciclo combinado de 13,7 L/100 km (7,3 km/L; 17,2 mpgAm). La inyección directa también ha ayudado a cortar las emisiones de CO2, produciendo 320 g (11,3 onzas)/km, aunque es más rápido y produce significativamente más potencia que un F430 o un 430 Scuderia. El 458 dio una vuelta en el Circuito de Fiorano en un tiempo de 1 minuto y 25 segundos, una fracción del tiempo del Ferrari Enzo.
| Variantes:                            | 458 Italia                                                                                               | 458 Spider                                                                                               | 458 Speciale                                                                                             |
| ------------------------------------- | --- | --- | --- |
| Alimentación                          | Inyección directa, naturalmente aspirado.                                                                | Inyección directa, naturalmente aspirado.                                                                | Inyección directa, naturalmente aspirado.                                                                |
| Distribución                          | Doble (DOHC) a la cabeza por cada bancada de cilindros y 4 válvulas por cilindro (32 en total), con VVT. | Doble (DOHC) a la cabeza por cada bancada de cilindros y 4 válvulas por cilindro (32 en total), con VVT. | Doble (DOHC) a la cabeza por cada bancada de cilindros y 4 válvulas por cilindro (32 en total), con VVT. |
| Diámetro x carrera                    | 94 x 81 mm (3,70 x 3,19 pulgadas)                                                                        | 94 x 81 mm (3,70 x 3,19 pulgadas)                                                                        | 94 x 81 mm (3,70 x 3,19 pulgadas)                                                                        |
| Capacidad del depósito de combustible | 95 litros (25,1 galAm).                                                                                  | 86 litros (22,7 galAm).                                                                                  | 86 litros (22,7 galAm).                                                                                  |
| Relación de compresión                | 12,5:1.                                                                                                  | 12,5:1.                                                                                                  | 14,0:1.                                                                                                  |
| Potencia máxima                       | 570 CV (562 HP; 419 kW) @ 9000 rpm.                                                                      | 570 CV (562 HP; 419 kW) @ 9000 rpm.                                                                      | 605 CV (597 HP; 445 kW) @ 9000 rpm.                                                                      |
| Par máximo                            | 540 N·m (398 lb·pie) @ 6000 rpm.                                                                         | 540 N·m (398 lb·pie) @ 6000 rpm.                                                                         | 540 N·m (398 lb·pie) @ 6000 rpm.                                                                         |
| Emisiones de CO2                      | 320 g (11,3 oz)/km.                                                                                      | 275 g (9,7 onzas)/km.                                                                                    | 277 g (9,8 onzas)/km.                                                                                    |
| Peso en seco                          | 1380 kg (3042 lb).                                                                                       | 1430 kg (3153 lb).                                                                                       | 1290 kg (2844 lb).                                                                                       |
| Velocidad máxima                      | 325 km/h (202 mph)                                                                                       | 320 km/h (199 mph)                                                                                       | 325 km/h (202 mph)                                                                                       |
| Aceleración                           | | | |
| 0 a 100 km/h (62 mph)                 | 3,4 segundos.                                                                                            | 3,4 segundos.                                                                                            | 3 segundos.                                                                                              |
| 0 a 200 km/h (124 mph)                | 10,4 segundos.                                                                                           | 10,8 segundos.                                                                                           | 9,1 segundos.                                                                                            |
| 1/4 milla (402 m)                     | 11,3 segundos.                                                                                           | 11,4 segundos.                                                                                           | 10,7 segundos.                                                                                           |
| 0 a 1 km (0,62 milla)                 | 20,3 segundos.                                                                                           | 20,5 segundos.                                                                                           | 19,4 segundos.                                                                                           |

| 1ª   | 2ª   | 3ª   | 4ª   | 5ª   | 6ª   | 7ª   | Final |
| ---- | ---- | ---- | ---- | ---- | ---- | ---- | ----- |
| 3,08 | 2,19 | 1,63 | 1,29 | 1,03 | 0,84 | 0,69 | 5,14  |

## Variantes

### 458 Spider

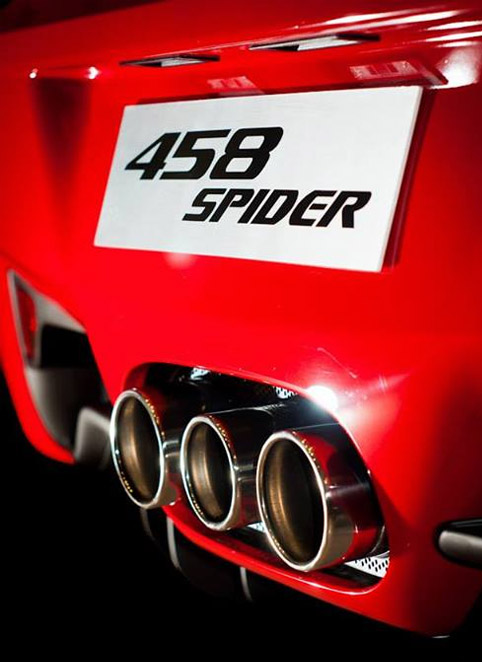
Detalle de las salidas de escape.

En agosto de 2011, la compañía italiana presenta en Maranello la versión roadster derivada del Ferrari 458 Italia: el Ferrari 458 Spider. El dispositivo de apertura y cierre del techo de lona retráctil realiza el proceso en 14 segundos, siguiendo el esquema de techo rígido pivotante al estilo del 575M Superamerica, el cual gira sobre su punto de apoyo trasero el techo rígido y lo aloja horizontalmente entre los asientos y el motor, de forma que este no interfiera mínimamente en la aerodinámica ni tampoco limite el espacio del habitáculo. La pieza sólida que cubre a los ocupantes del habitáculo, se esconde tras ellos mediante un mecanismo automático para desaparecer de la vista. La pieza entera que hace de tapa del motor y ahí se esconde el techo duro, completamente fabricado en aluminio y que permite ahorrar 25 kg (55 libras) respecto al anterior F430 Spider, tiene unas dimensiones muy reducidas que permiten incluso mantener un pequeño espacio entre los asientos y el vano motor para meter algo de equipaje.
Las formas de la tapa del motor, situada en la parte trasera del coche, se han modificado para favorecer el flujo de aire hacia el motor y los radiadores del embrague y caja de cambios; y para evitar que el viento juegue en contra, cuenta con un deflector de aire ajustable eléctricamente. También se ha modificado el mapa del acelerador para adaptarlo a un modelo Spider en lugar de Coupé.
Por otra parte, el motor queda inalterado, manteniendo los 570 CV (562 HP; 419 kW) de potencia a las 9000 rpm y 540 N·m (398 lb·pie) de par máximo a partir de las 6000 rpm. Además, Ferrari no ha sacrificado en exceso el peso del nuevo vehículo, solamente superando al Ferrari 458 Italia en 50 kg (110 libras) de más, marcando sobre la báscula 1430 kg (3153 libras), incluyendo asientos y llantas deportivas especiales, siendo más ligero que su predecesor, el Ferrari F430 Spider. Es capaz de alcanzar una velocidad máxima superior a los 320 km/h (199 mph) y sigue haciendo el 0 a 100 km/h (0 a 62 mph) en menos de 3,4 segundos.
Los cambios más importantes en el chasis, que gana en rigidez para contrarrestar la ausencia de un techo fijo, se corresponden con el calibrado de las suspensiones y unos nuevos ajustes del acelerador, que han debido ser los suficientes para hacer que homologue unos consumos incluso inferiores a los del 458 Italia. En ciclo mixto homologa 11,8 L/100 km (8,5 km/L; 19,9 mpgAm) y unas emisiones de 275 g (9,7 onzas)/km.

### 458 Speciale

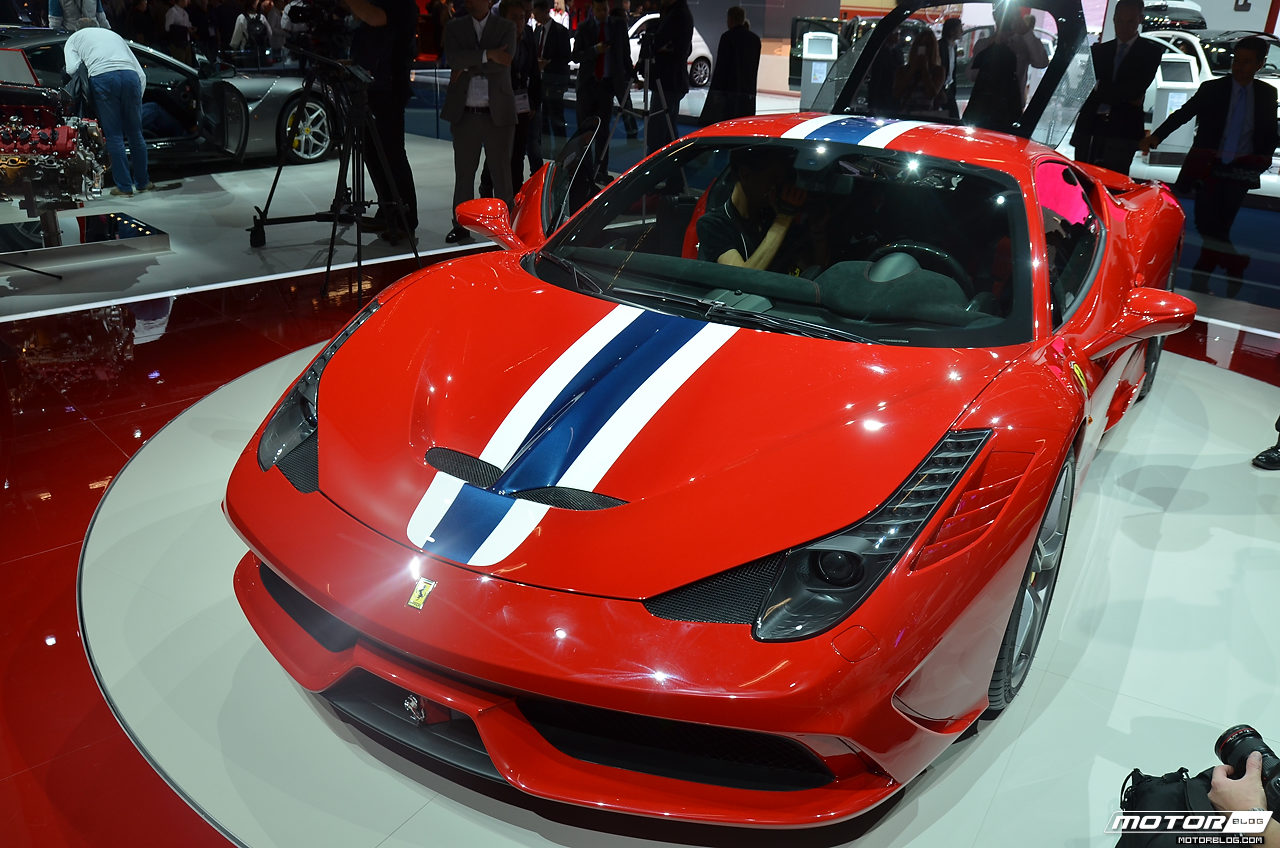
En el Salón del Automóvil de Fráncfort el 10 de septiembre de 2013.

Es una variante del 458 Italia producido desde 2014, el cual fue presentado en el Salón del Automóvil de Fráncfort de 2013. Ferrari consideró llamarlo "Scuderia", "Montecarlo", o "Challenge Stradale", aunque terminó llamándose "Speciale".
Luce una estética muy agresiva debido a una franja de dos colores que atraviesa la carrocería desde el capó hasta la zaga. También cambian los paragolpes, el capó y la trasera, que tiene un aspecto más de coche de carreras, con salidas de escape diferentes a las centrales del Italia.1 Ferrari ha añadido alerones móviles en la parte delantera y trasera de la carrocería para gestionar la resistencia aerodinámica al avance en función de las necesidades de conducción. En el centro del paragolpes delantero hay dos compuertas y un alerón horizontal.
El alerón trasero es mayor y su superficie forma un ángulo mayor que en el 458 Italia. En el difusor, que también es diferente, hay otro alerón móvil con dos posiciones separadas 17º; en la superior aumenta la carga aerodinámica y en la inferior disminuye el coeficiente de resistencia aerodinámica 0,03 puntos. El coeficiente aerodinámico de penetración es 0,35 y el de elevación, 0,53.
Tiene el mismo motor del 458 Italia, que recibe un empujón para aumentar su potencia hasta los 605 CV (597 HP; 445 kW) a las 9000 rpm, acercándose un poco más al McLaren MP4-12C. Además pierde 90 kg (198 libras) con respecto al 458 Italia, marcando en la báscula 1290 kg (2844 libras) de peso, lo que corresponde a algo más de 475 CV (469 HP; 349 kW) por tonelada. Ferrari asegura también que los 1,33 g de fuerza lateral que puede conseguir es la cifra más alta de sus modelos de calle.
Debido a la potencia y la rebaja del peso, acelera de 0 a 100 km/h (0 a 62 mph) en 3 segundos exactos y 9,1 segundos en alcanzar los 200 km/h (124 mph). La velocidad máxima es de 325 km/h (202 mph).

### 458 Speciale A

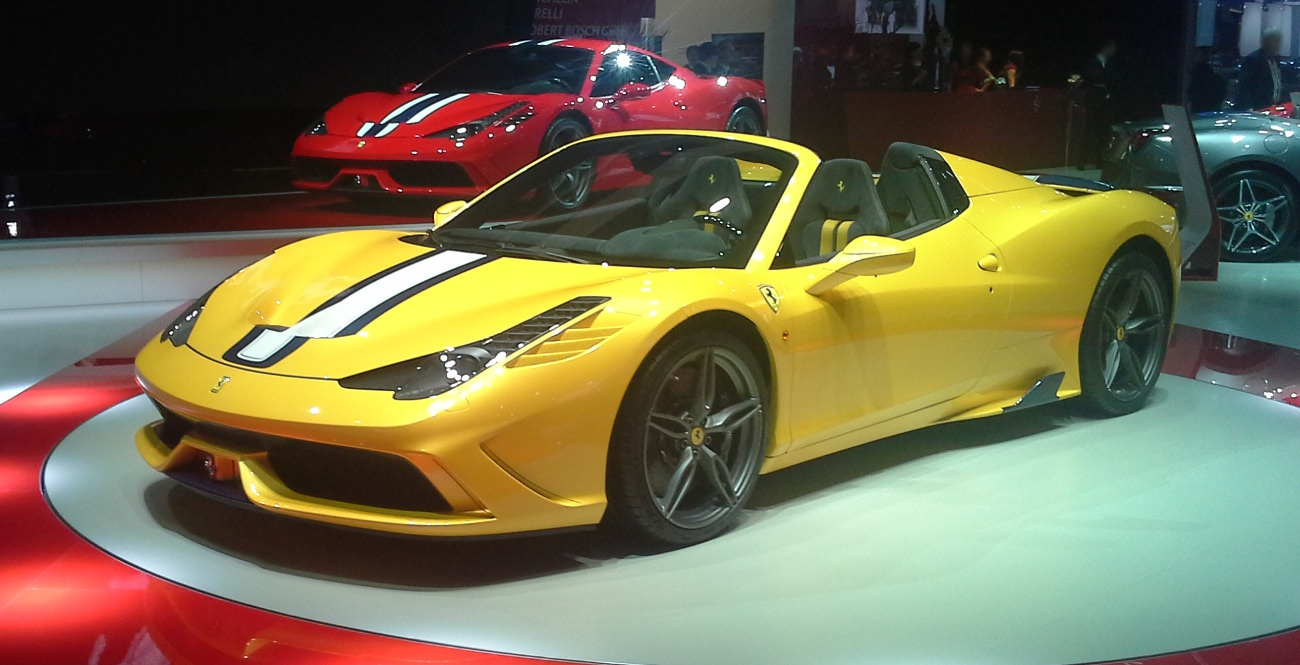
En el Salón del Automóvil de París el 14 de octubre de 2014.

Fue presentado en el Salón del Automóvil de París 2014, cuya letra "A" hace referencia a "Aperta" y estaba limitado a solamente 499 unidades, siendo el Ferrari descapotable más potente. Es un rival directo para el McLaren 650S Spider.
Está basado tanto en el 458 Speciale como en el 458 Spider. Únicamente se vendía en color amarillo y las pocas opciones de personalización se incluían una franja central en azul "Blu Nart" y blanco "Bianco Avus". También le hacen destacar las llantas de aleación de cinco radios en color Grigio Corsa que le ayudan a conseguir un aspecto de lo más deportivo.
En el interior, la fibra de carbono en tono azul y el alcantara sería protagonista con el color amarillo como seña de identidad en asientos y en el tacómetro. Los asientos de tipo baquet eran de serie, compartiendo el mismo diseño y tecnología 3D que ya se conocía en la carrocería coupé. La banda azul y blanca tan característica del 458 Speciale era en honor al equipo de carreras NART estadounidense.
Es capaz de mantener el peso bajo, con algo más de espacio libre y eso es porque esencialmente es idéntico al coupé. Ha habido algunos pequeños cambios aerodinámicos.
Cuenta con el mismo motor del 458 Speciale e incorpora elementos de aerodinámica activa en la parte delantera y trasera, capaces de mantenerlo en todo momento bien pegado al suelo, siendo capaz en solamente 9,5 segundos de alcanzar los 200 km/h (124 millas por hora). Pesa 50 kg (110 libras) con respecto al 458 Speciale Coupé. La relación peso a potencia queda en 2,21 kg (4,9 libras) por CV. El sistema Side Slip Angle Control (SSC – Sistema de control de deslizamiento lateral), estrenado en absoluta primicia en la variante coupé del 458 Speciale, seguirá siendo su mayor atracción. Sus emisiones de CO2 son de 277 g (9,8 onzas)/km y 275 g (9,7 onzas)/km.

### 458 MM Speciale

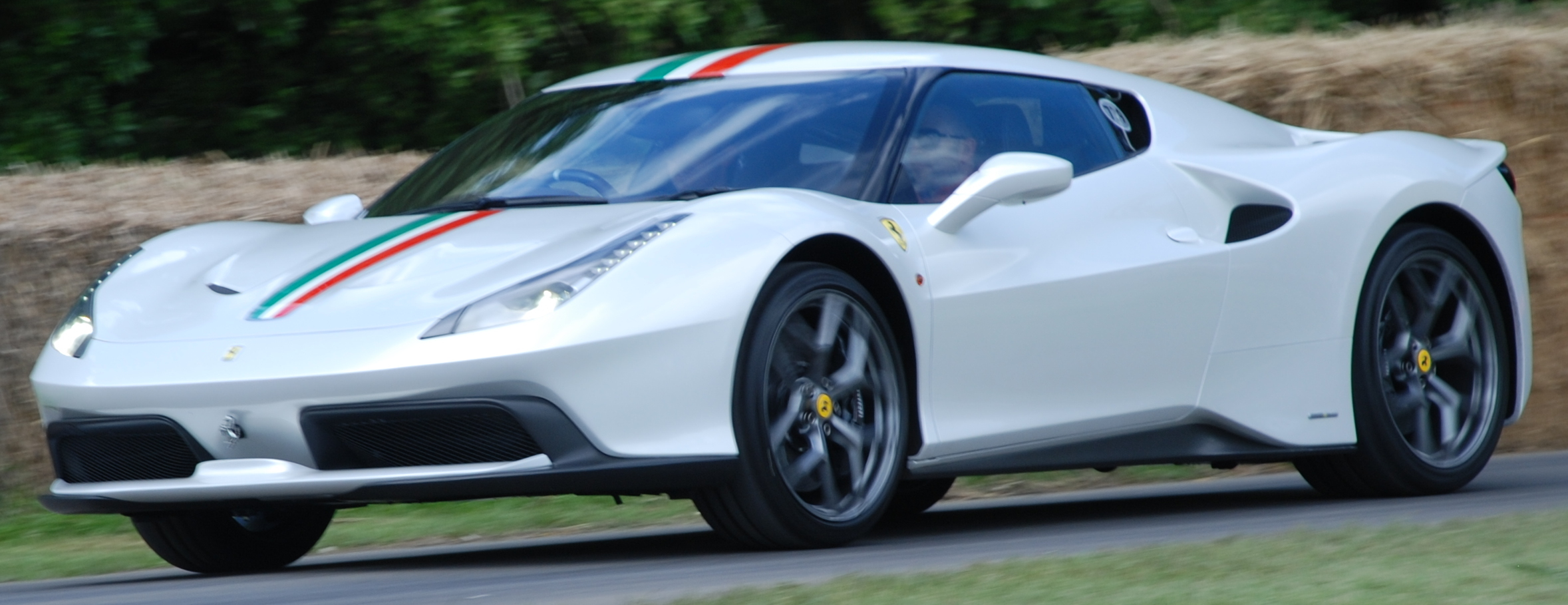
En el Festival de la Velocidad de Goodwood el 24 de junio de 2016.

Es un "one-off" que se hizo por pedido de un cliente muy especial del Reino Unido, con lo que se ha rumoreado que el coche es el nuevo Ferrari Dino o un 488 GTB Speciale.
Está fabricado sobre la plataforma del 458 Speciale, aunque su carrocería es bastante diferente, ya que incorpora un nuevo frente y parte trasera, además de unas llantas exclusivas de este modelo único y un pilar A en color negro para dar el efecto visera que se inspira en el Ferrari 288 GTO de 1984. Se le pintó en Bianco Italia y se le añadieron los colores de la bandera italiana en una franja que va de principio a fin del auto. Fue diseñado por el Ferrari Styling Centre, por lo que trataron de conseguir con este coche es que toda la superficie de la luna delantera y las ventanillas se uniesen en un área que pareciese única.
El detalle más característico está en su línea de techo y en la forma de visera que ha adquirido este con algo más que un socorrido camuflaje, en negro, para el pilar delantero. Su aplicación ha supuesto modificar la fisonomía completa del techo, las lunetas laterales y el parabrisas.
El diseño del techo se asemeja al de los de Koenigsegg. Ha recibido un nuevo trabajo de carrocería en aluminio y fibra de carbono, que comprende unas nuevas branquias laterales más parecidas a las del 488 GTB, que las requería por imposición de la gestión térmica de su motor turbo y nuevas defensas.
También presenta una parte trasera rediseñada, con un buen spoiler y una zaga completamente revisada. Ferrari afirma que con este nuevo spoiler y la revisión de la zaga, se ha conseguido mejorar el balance de cargas aerodinámicas en las diferentes situaciones a las que podrá enfrentarse en circuito. Los radiadores delanteros están montados más juntos y en un ángulo más pronunciado que antes, mientras que el propio parachoques delantero tiene un aspecto algo más limpio. Las tomas de aire laterales son más prominentes y en la parte trasera aparece un nuevo alerón.
Usa el mismo motor y chasis del 458 Speciale, con un peso de 1370 kg (3020 libras). Según Ferrari, este modelo podría pasar de 0 a 100 km/h (0 a 62 mph) en 3 segundos, alcanzando una velocidad máxima que rondaría las 200 mph (322 km/h). Las entradas de aire de los laterales permiten un flujo de aire más directo hacia el motor, mientras que las tomas de aire de los radiadores son muy diferentes a las del 458 Speciale.

## Peligro de incendio
Un año después del inicio de la comercialización del modelo, cinco unidades del Ferrari 458 Italia habían ardido. Inicialmente los incendios se atribuían a una válvula de expansión que generaba una incorrecta expulsión de los gases del combustible. Posteriormente, Ferrari indicó que los incendios eran producidos por un adhesivo utilizado para fijar un panel bajo los pasos de rueda traseros que podría iniciar un incendio en la zona del motor si se alcanzaban temperaturas elevadas. Los dueños de los Ferrari incendiados recibieron uno nuevo y las 1248 unidades producidas del modelo fueron llamadas a revisión para eliminar el material adhesivo. En su lugar, se utilizaron remaches metálicos, solución similar a la adoptada para los modelos que se fabricaron desde ese momento.

## En competición

### 458 Challenge

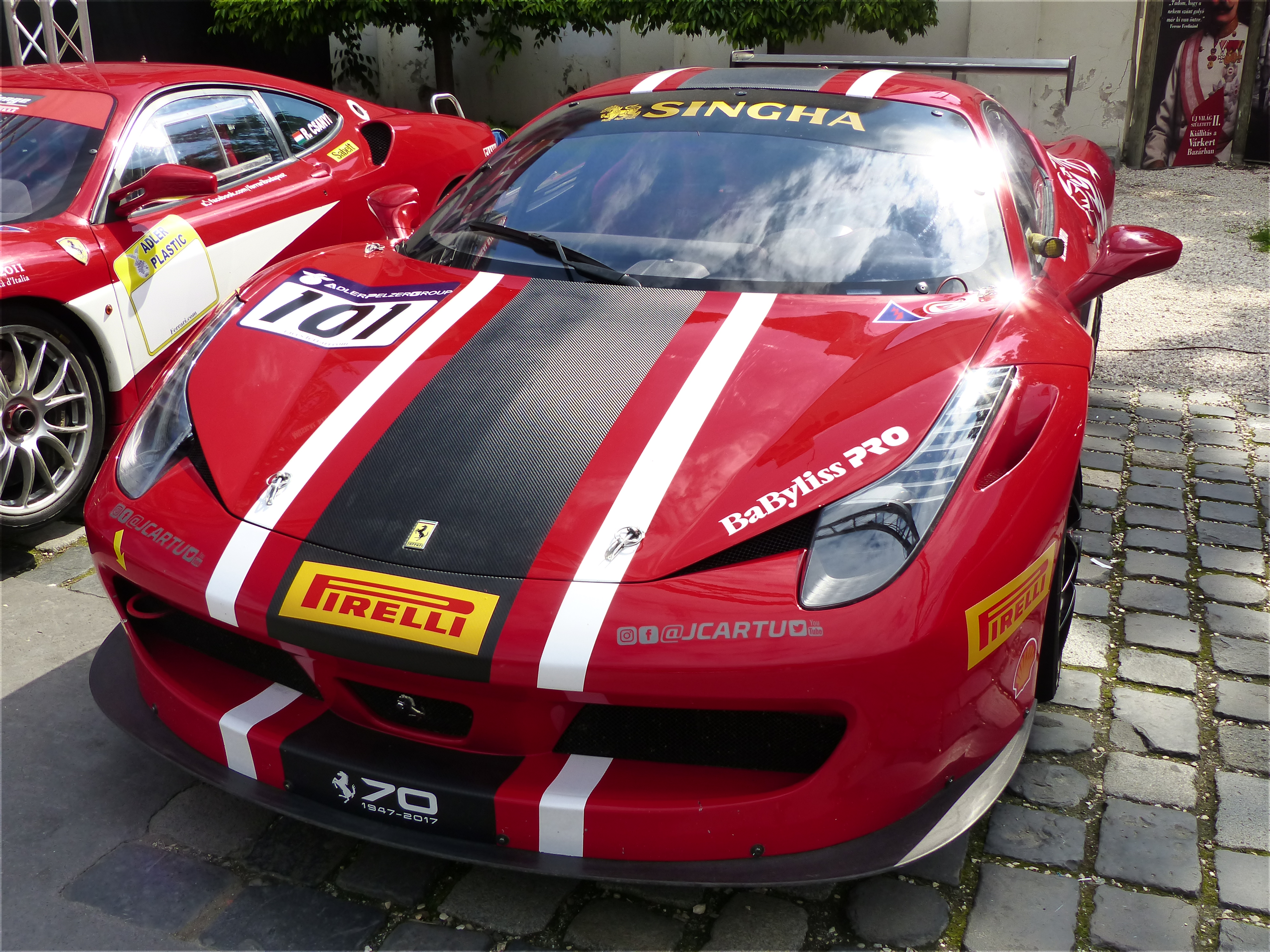
458 Challenge en Budapest, Hungría el 30 de abril de 2017.

El Ferrari 458 Challenge fue presentado en el Ferrari Annual Dealer Meeting el 14 de julio de 2010 y nace con el objetivo de devorar el asfalto de los circuitos que compondrán la edición 2011 de la copa monomarca Ferrari Challenge Trofeo Pirelli. Sobre la base del 458 Italia de calle, el 458 Challenge añade una serie de modificaciones para hacerlo más apto para su uso en competición y en circuito. Una de las cosas que no cambian es su mecánica y es que quizás no fuera demasiado necesario, ya que se queda con su mismo motor.
Tiene una reducción de peso no especificada debido al empleo de materiales ligeros, como fibra de carbono en algunos elementos o Lexan en las ventanillas. También se ha disminuido el espesor de los paneles de chapa de la carrocería, mientras que el interior queda reducido a su mínima expresión, con los elementos imprescindibles para el pilotaje. La suspensión es completamente nueva en cuanto a brazos, muelles y amortiguadores, rebajando la altura 30 mm (1,18 pulgadas) más. Las llantas de aleación son monotuerca, en 19 pulgadas (48,3 cm) de diámetro, con neumáticos slick de Pirelli en mayores dimensiones y monta frenos Brembo CCM2 del Ferrari 599XX. La caja de cambios modificado sus desarrollos acortando las relaciones, mientras que también se ha mejorado la entrega de par a bajas revoluciones.
Ferrari dice que su nuevo modelo Challenge da la vuelta al circuito de Fiorano en 1:16.5, que es dos segundos más rápido que su predecesor, el F430 Challenge y solamente dos décimas más lento que el Ferrari FXX, así como soportar aceleraciones laterales en curva de hasta 1.6 g.

### 458 Italia GT2

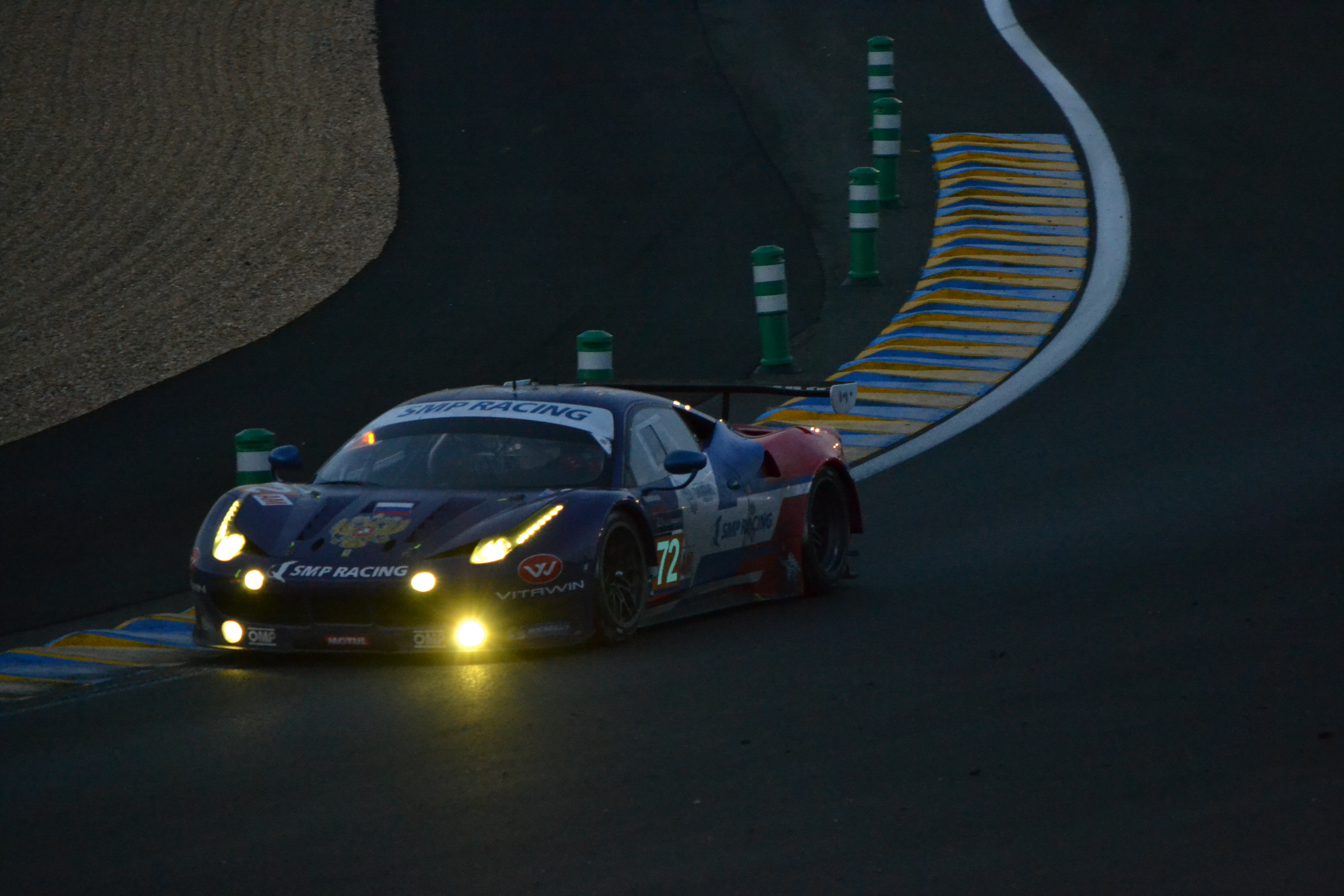
458 Italia GT2 del equipo SMP Racing en las 24 Horas de Le Mans de 2014.

Ferrari presentó su nuevo coche de la clase GTE en 2011 para participar en campeonatos sancionados por ACO y FIA. El 458 Italia GT2 elimina el "divisor flexible" que se encuentra en los autos de carretera en favor de una entrada más convencional, con el aire saliendo a través de las rejillas del capó. Bajo las nuevas regulaciones restrictivas, el motor genera una potencia de 470 CV (464 HP; 346 kW), que es menor que el automóvil de carretera y el 458 Challenge. A diferencia del coupé, que tiene un motor de par bajo y altas revoluciones, en la versión GT2 solamente tiene una línea roja de 6250 rpm, pero mantiene un número de par cercano al de serie, incluso con la pérdida de potencia. La caja de cambios tuvo que ser reemplazada, pero el cambio de paleta se mantiene, ya que las reglas enmendadas en 2011 lo permiten.
Ha tenido un récord de carreras impresionante, ya que ganó las 24 Horas de Le Mans de 2012 y 2014, las 12 Horas de Sebring 2012 y dos ediciones del Petit Le Mans, la primera en 2011 y la segunda en 2012.
En 2011, se llevó los títulos de fabricantes GTE y de equipos GTE PRO de la Copa Intercontinental de Le Mans, los honores de fabricantes y pilotos GTE PRO de la serie Le Mans y los honores de pilotos y equipos del International GT Open Overall y Super GT Team y coronas de pilotos. Al año siguiente, con la creación de un Campeonato del Mundo gestionado por la FIA, el coche obtuvo los títulos de constructores GTE y GTE PRO Team en el Campeonato Mundial de Resistencia de la FIA. En el mismo año, ganó los honores del Equipo y Pilotos GTE PRO de la European Le Mans Series y las coronas de Fabricantes, Equipos y Pilotos del International GT Open Overall y Super GT. En 2013, repitió sus éxitos, ganando el Campeonato del Mundo de Resistencia de la FIA con los títulos de fabricantes GTE, GTE PRO Team, GTE Drivers y GTE AM Team, el European Le Mans Series GTE Team y los premios de Pilotos, el Asian Le Mans Series GTE Team y coronas de pilotos y los títulos de fabricantes y pilotos del International GT Open Overall y Super GT Japonés. En 2014, logró por tercer año consecutivo los honores del FIA World Endurance Championship GTE Manufacturers y GTE PRO Team, así como por segunda vez consecutiva, la corona de pilotos GTE, que había sido instituida en 2013. Por cuarta vez, también consiguió el título europeo de pilotos y equipos GTE de la serie Le Mans, pero no participó en el International GT Open ni en los campeonatos asiáticos de la serie Le Mans.
En 2015, los 458 Italia GT2 compitieron en el Campeonato Mundial de Resistencia FIA, la Serie Europea de Le Mans y el Campeonato Tudor United SportsCar.
El coche fue reemplazado para la temporada 2016 por el Ferrari 488 GTE.

### 458 Italia GT3

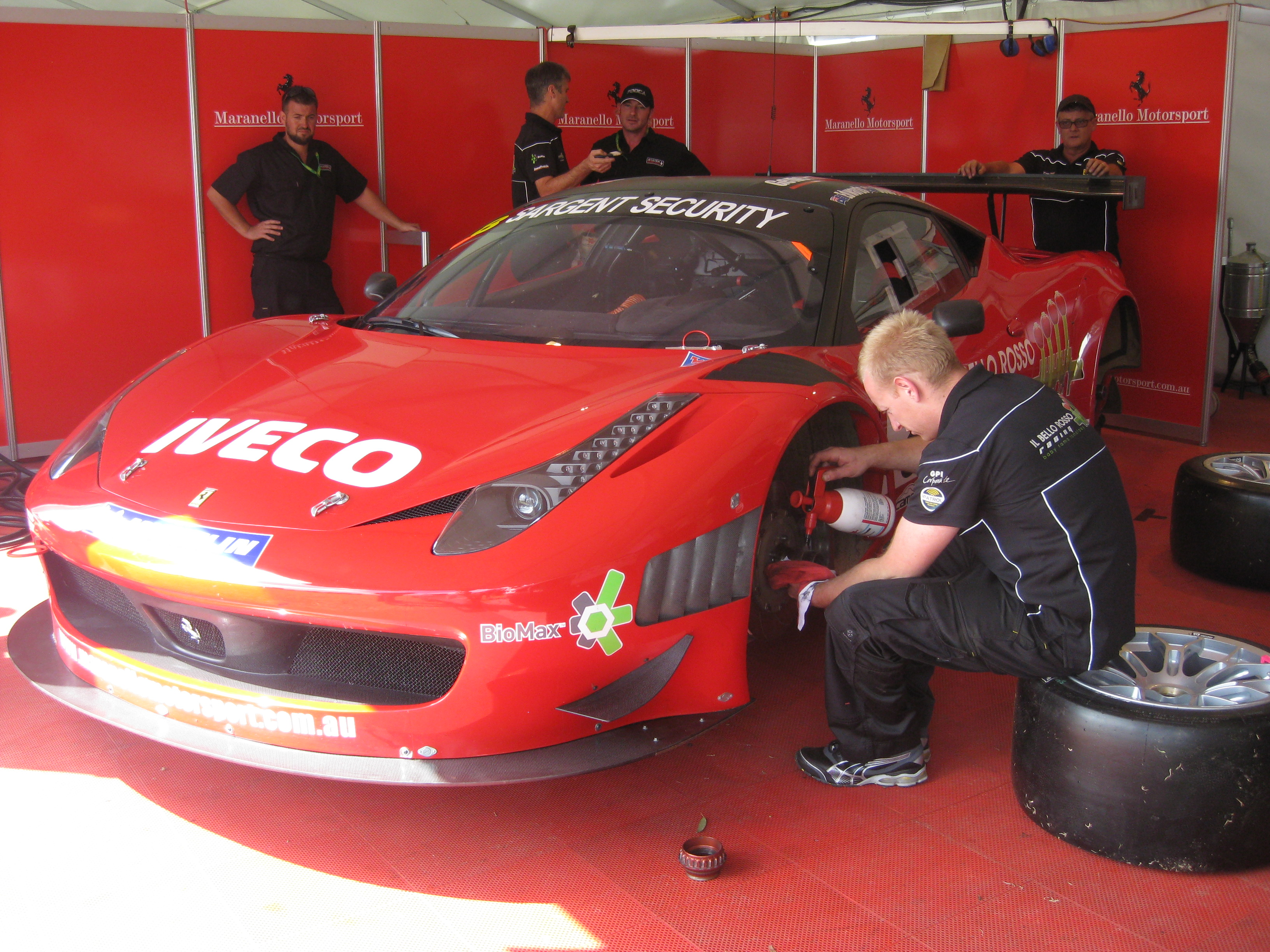
458 Italia GT3 del equipo Maranello Motorsport en la ronda de apertura del Campeonato Australiano de Turismos de 2012.

Ferrari también dio a conocer una versión GT3 del 458 Italia en 2011. Es un poco más ligero y más potente que la versión GT2, generando una potencia de salida cercana a los 558 CV (550 HP; 410 kW) y tiene una línea roja de 9000 rpm. Por lo tanto, el motor funciona de manera más similar al de un automóvil de carretera que la versión GT2. La aerodinámica también es ligeramente diferente debido a las diferentes regulaciones aerodinámicas.
Ha logrado muchas victorias importantes en su carrera. Ha ganado seis veces las 24 Horas de Spa-Francorchamps (dos en la categoría GT3 PRO AM y dos en el Trofeo de Caballeros), cuatro veces las 12 Horas del Golfo (tres en la general y una en el Trofeo de Caballeros), el 2013 y 2014 12 Horas de Sepang, las 24 Horas de Dubái 2014 y 2015 en la clase A6-AM, las 12 Horas Liqui Moly Bathurst 2014 en el famoso Circuito de Mount Panorama en Bathurst (Australia) y las 24 Horas de Barcelona de 2014.
Tiene el récord de títulos ganados en muchos campeonatos internacionales. En las Blancpain Endurance Series se llevaron las coronas de pilotos y equipos GT3 PRO AM de 2011, 2012 y 2014 y las distinciones de pilotos y equipos de Gentlemen Trophy de 2013 y 2014, mientras que en las European Le Mans Series, desde la creación por el ACO de un GT3, ganó los títulos de pilotos y equipos GTC de 2013 y 2014. En el International GT Open, el coche de Maranello ganó las coronas de pilotos y equipos GTS de 2011, 2012 y 2014, los honores de fabricantes de GTS de 2012, 2013 y 2014 y los títulos de pilotos de Super GT y general de 2014. También tiene un sólido récord de carreras en la serie GT asiática más importante, el GT3 Asia, en la que logró la corona de pilotos de 2011 y los honores de equipo y pilotos de 2012 y 2014. El coche también ha sido conducido para ganar el título de pilotos FIA GT3 2011, el equipo asiático GTC de la Serie Le Mans de 2013 y las coronas y éxitos de pilotos en campeonatos nacionales como French GT, British GT, Italian GT, GTSprint y Supercar Challenge.
En 2015, participó en numerosas series de carreras, incluidas Blancpain Endurance Series, European Le Mans Series, International GT Open, GT3 Asia, Pirelli World Challenge, Blancpain Sprint Series, Asian Le Mans Series, Australian GT Championship y muchos otros campeonatos nacionales GT3.

### 458 Italia Grand Am
Se introdujo en el campeonato de resistencia norteamericano Grand-Am, una competición en la que se baten prototipos y deportivos de competición derivados de GT de calle, tal es el caso del Ferrari 458 Italia Grand Am. Para su homologación se requirió la adaptación del GT3 basado en el Ferrari 458 Italia, dado que las especificaciones de Estados Unidos sancionadas por la Grand American Road Racing Association son diferentes de las establecidas por la FIA.
Del trabajo se encargó Michelotto Automobili, un histórico taller italiano dedicado desde los años 60 a la preparación de deportivos de competición, especialmente cavallinos. La escuadra italiana ponía a prueba su máquina con dos de sus pilotos estrella: Jaime Melo Jr. y Toni Vilander, quienes acumulaban un buen número de victorias en campeonatos de GT y ALMS para Ferrari. El objetivo era tener el 458 Italia Grand Am preparado para competir en la temporada a comienzos de 2012.
Las diferencias entre el 458 Italia Grand Am y el GT3 empiezan por la mecánica. Para competir en América lo han dotado de un restrictor de 48 mm (1,9 pulgadas) y un limitador a 8000 rpm. Como consecuencia, su potencia queda limitada a solamente 500 CV (493 HP; 368 kW). También existen mayores limitaciones para la aerodinámica, por lo que su desventaja respecto a un GT3 no solamente se apreciaba en la recta, sino también en el paso por curva.
Los frenos también ha sido sustituidos y carecerá de ABS y control de tracción. También se han instalado refuerzos laterales para aumentar la protección del habitáculo, ya que las colisiones laterales son algo muy habitual en este tipo de carreras. Está dotado con neumáticos Continental (el único proveedor del campeonato) de compuesto duro. Además presenta unas buenas entradas de aire para refrigerar la mecánica y el equipo de frenos, carrocería ensanchada para unas vías de mayor tarado, faros amarillos para identificar su clase, un gran difusor y un gigantesco alerón.